# Brits PGA Kampioenschap 2010
Het Britse PGA Kampioenschap van 2010 heet officieel het BMW PGA Championship en werd voor de 30ste keer op de beroemde baan van Wentworth in Surrey gespeeld. Het evenement vond plaats van 20-23 mei. Titelverdediger van het PGA Kampioenschap was Paul Casey. Het prijzengeld was €4.500.000 waarvan de winnaar €750.000 kreeg.

## De baan
De West Course op Wentworth is grondig gerenoveerd. De oude baan had een baanrecord van 63, dit toernooi moest na de renovatie een nieuw record krijgen, en Robert Karlsson heeft er met een score van 62 voor gezorgd dat dit niet snel verbroken zal worden.
De baan heeft een par van 71 doordat er maar 3 par-5 holes zijn. Interessant is dat op hole 4 deze week 18 birdies zijn gemaakt, en op hole 17 en 18 ieder slechts 2. Alle drie zijn een dogleg, maar bij hole 4 is de nik in de hole verder weg waardoor de green in twee slagen soms bereikbaar is.
| Hole   | 1   | 2   | 3   | 4   | 5   | 6   | 7   | 8   | 9   | Out  | 10  | 11  | 12  | 13  | 14  | 15  | 16  | 17  | 18  | In   | Totaal |
| ------ | --- | --- | --- | --- | --- | --- | --- | --- | --- | ---- | --- | --- | --- | --- | --- | --- | --- | --- | --- | ---- | ------ |
| Meters | 433 | 141 | 425 | 505 | 186 | 382 | 362 | 358 | 411 | 3203 | 168 | 380 | 486 | 430 | 164 | 447 | 350 | 558 | 492 | 3438 | 6641   |
| Yards  | 473 | 154 | 465 | 552 | 203 | 418 | 396 | 391 | 449 | 3501 | 184 | 416 | 490 | 470 | 179 | 489 | 383 | 610 | 538 | 3760 | 7261   |
| Par    | 4   | 3   | 4   | 5   | 3   | 4   | 4   | 4   | 4   | 35   | 3   | 4   | 4   | 4   | 3   | 4   | 4   | 5   | 5   | 36   | 71     |

## Verslag

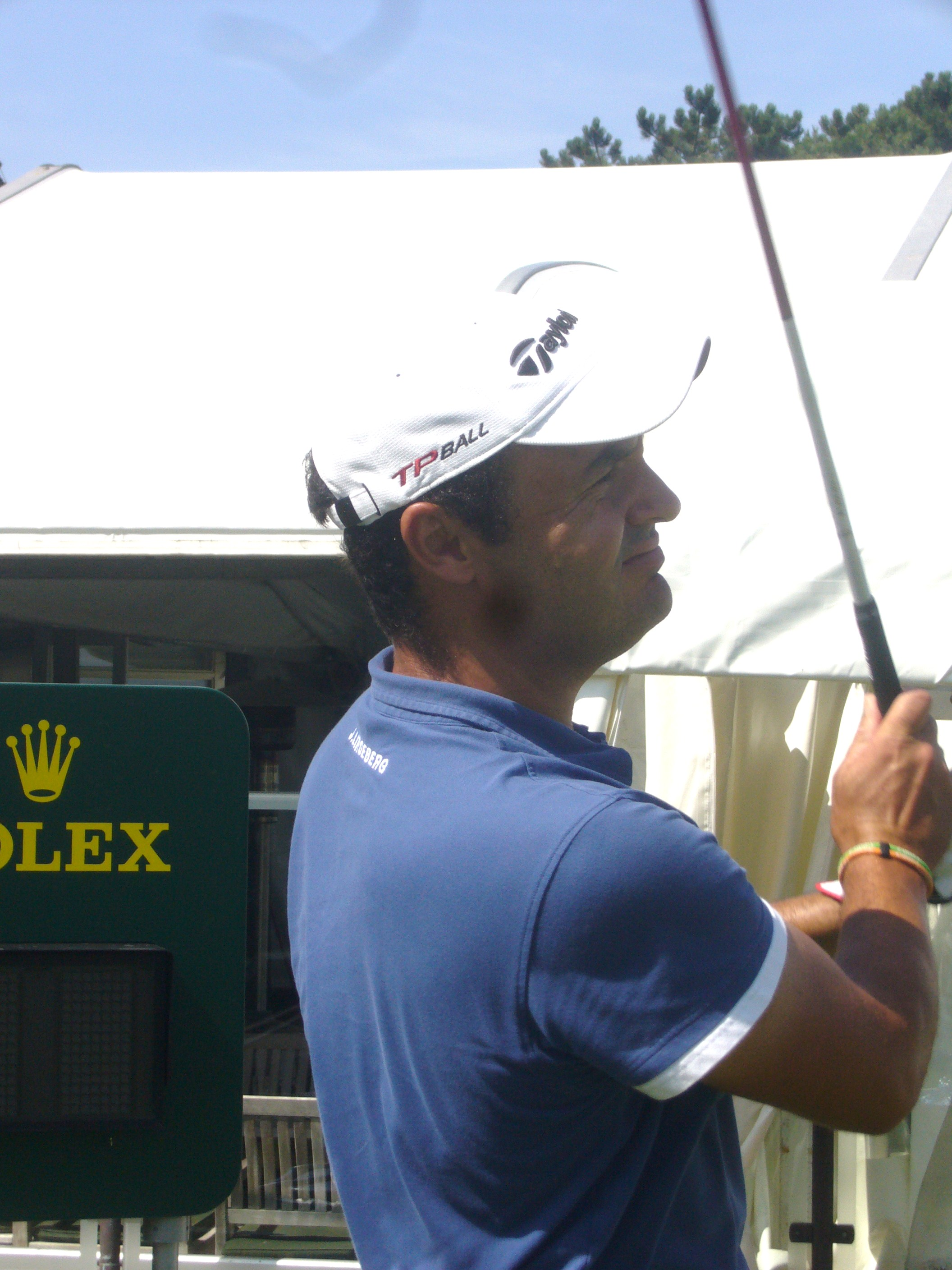
Simon Khan

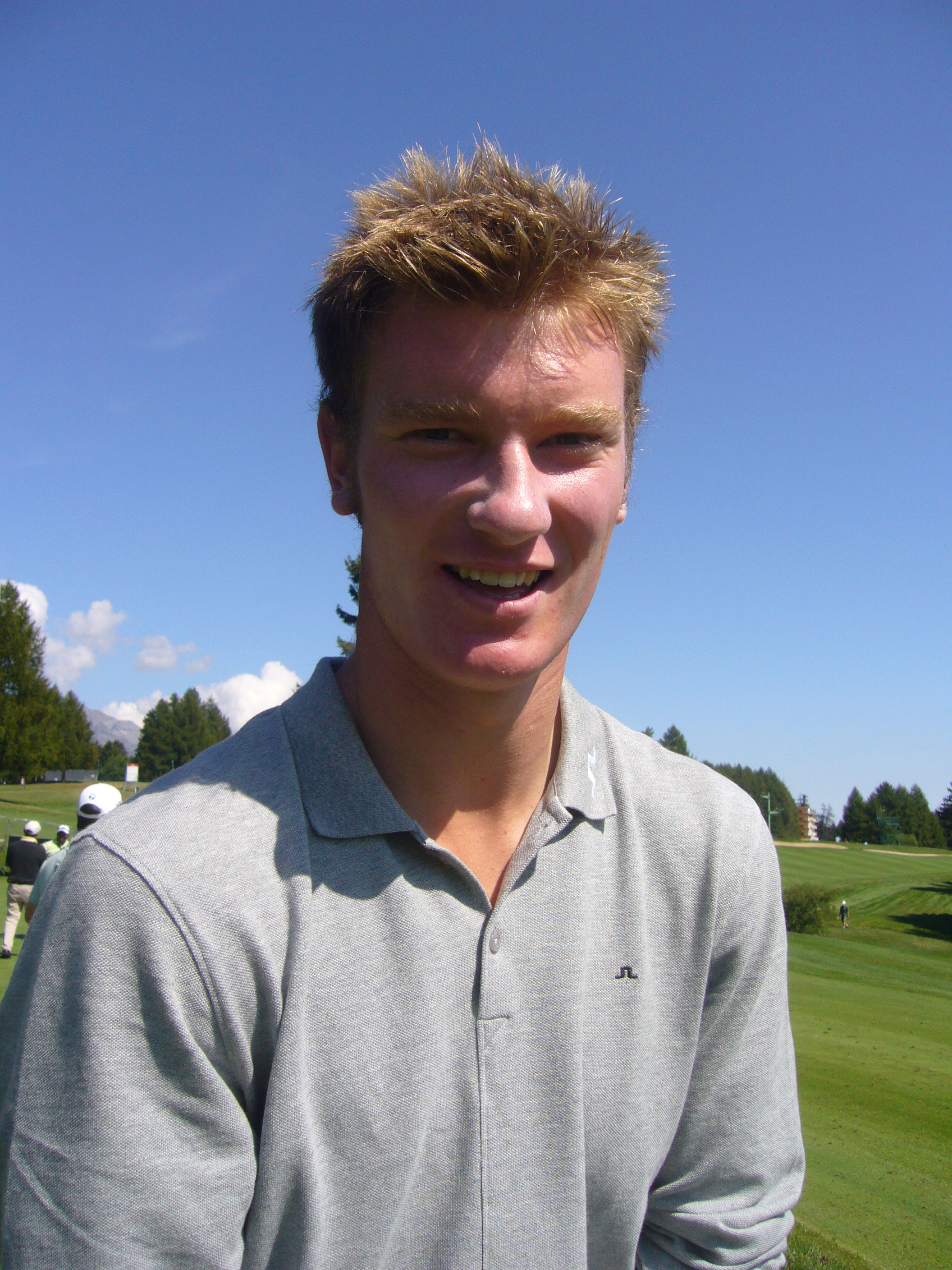
Chris Wood

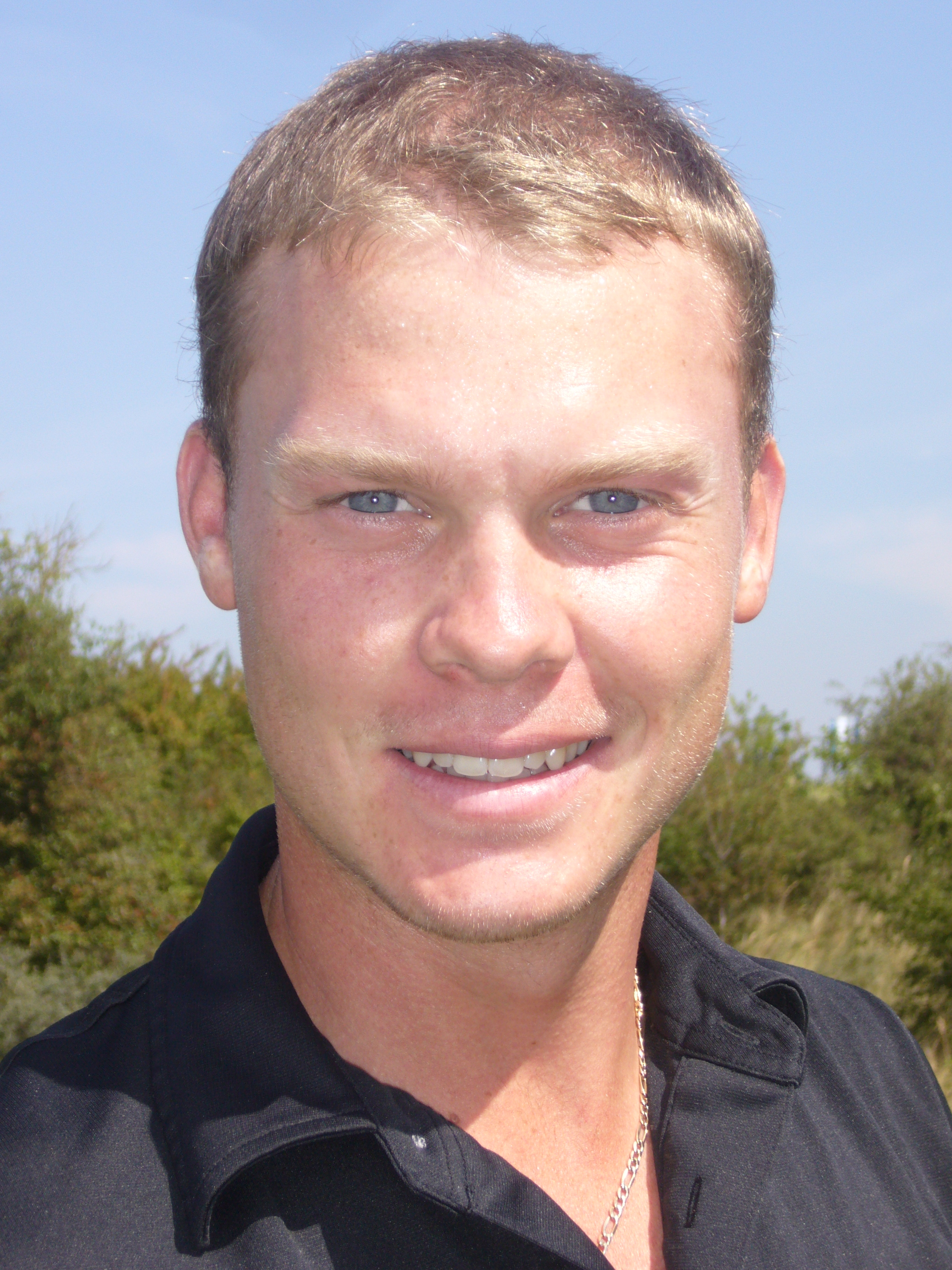
Danny Willett

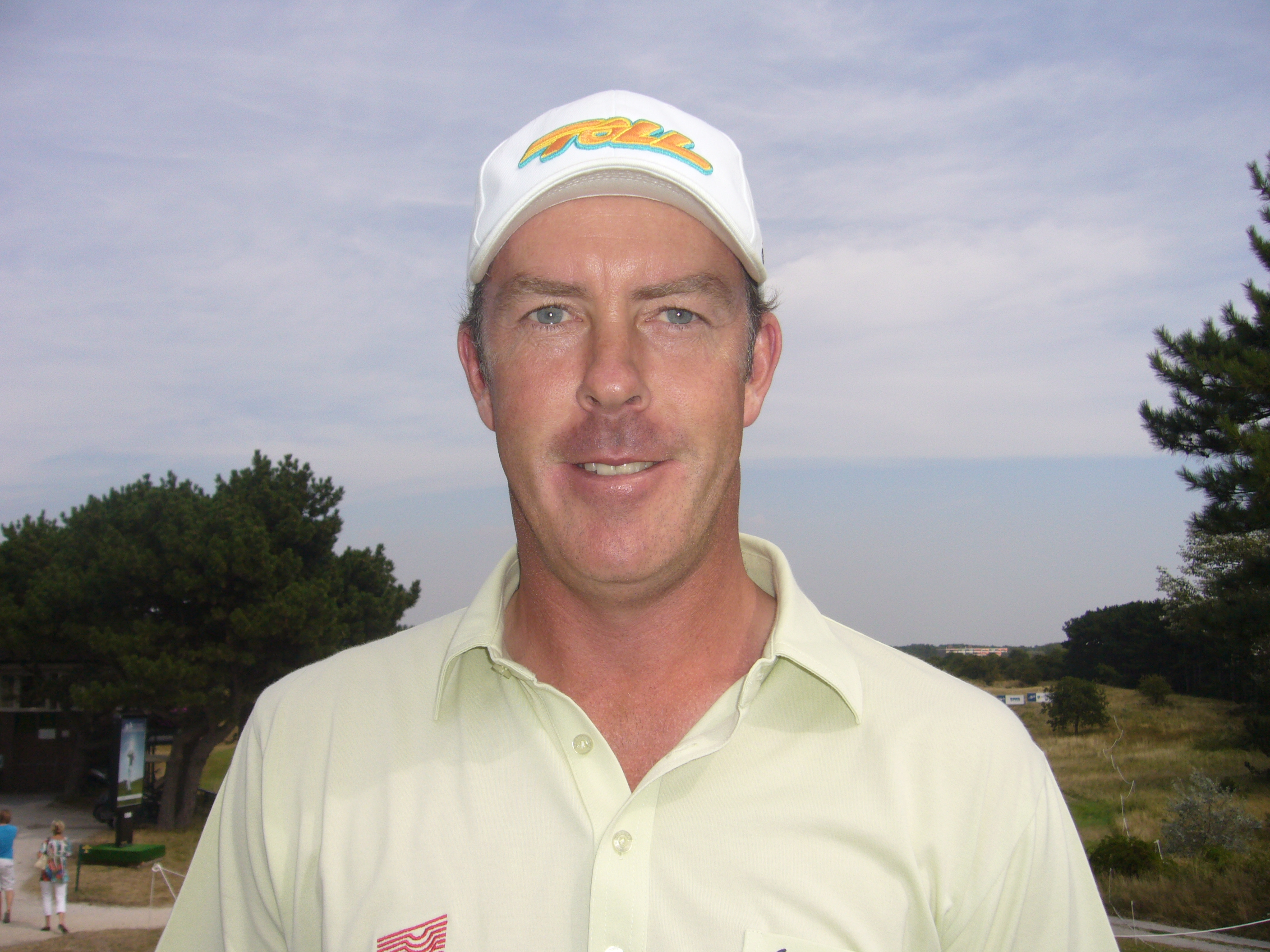
Richard Green

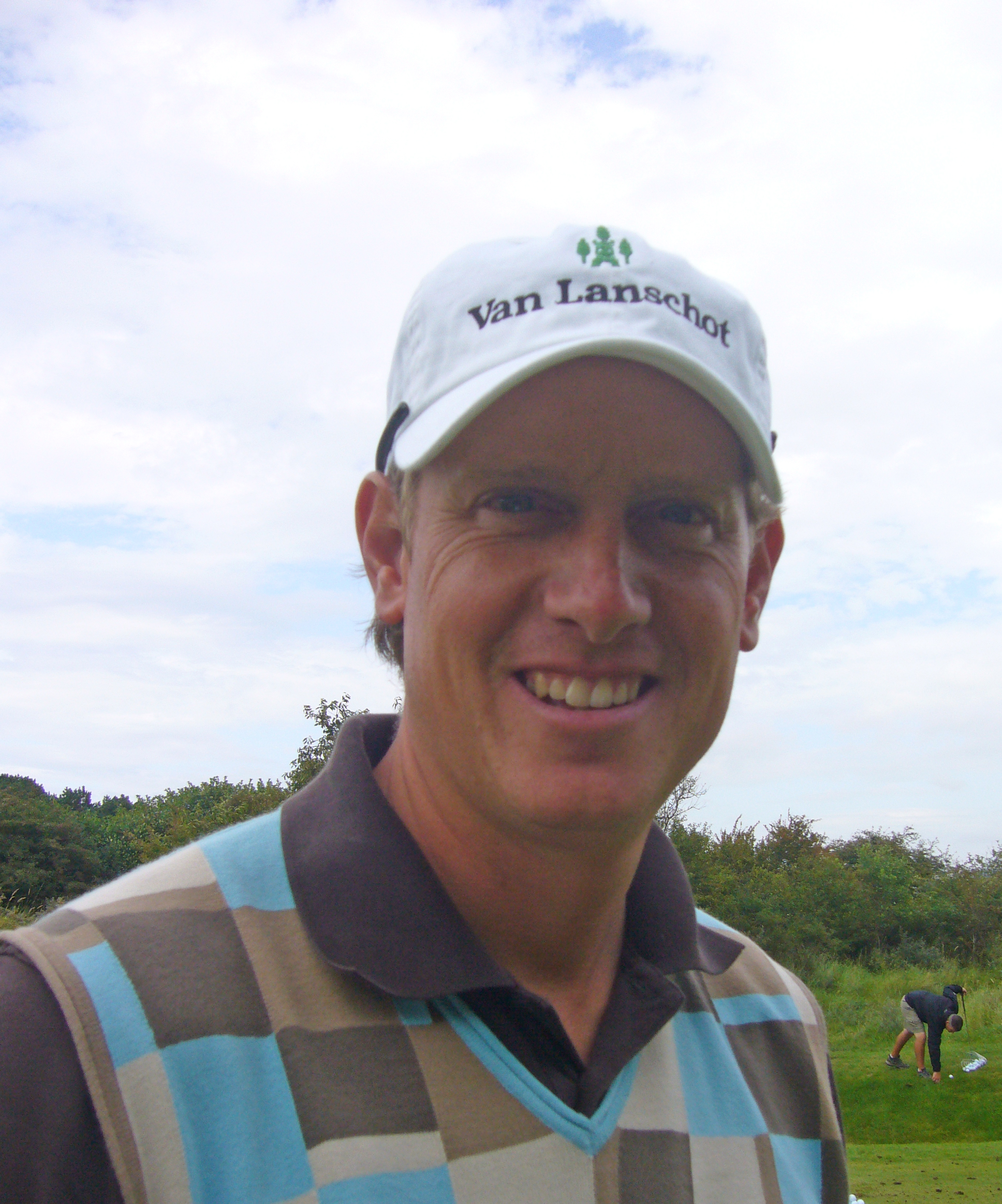
Maarten Lafeber

Op woensdag begon de Pro-Am met het uitreiken van de Player of the Month Award aan Ernie Els, die dit jaar de WGC - CA Championship en de Arnold Palmer Invitational won. Els heeft nu 64 professionele toernooien gewonnen. Hij staat weer in de top-10 van de Official Golf World Ranking.

### Ronde 1
16:00 uur: Halverwege de eerste dag staat Danny Willett aan de leiding met een score van 65 (−6), maar er zijn nog veel spelers in de baan. Maarten Lafeber staat na 16 holes op +1, Robert-Jan Derksen na 13 holes op −2, Nicolas Colsaerts is binnen met −3.
18:00 uur: Derksen maakte in de laatste 5 holes twee bogeys en is op 71 (par) geëindigd. Lafeber heeft 71, Willett staat nog alleen aan de leiding.
Vandaag is Jaime Ortiz Patiño, eigenaar van Valderrama, life-vicepresident van het Europese Tour gemaakt.

### Ronde 2
17:30 uur: Coltaerts, Derksen, Lafeber en Luiten spelen nog. Aan de leiding op −6 heeft Willett gezelschap gekregen van Luke Donald en Richie Ramsay, de laatste moet nog 9 holes spelen. James Kingston speelt in de partij voor hem en staat op −5.
21:30 uur: De spelers met +3 mogen dit weekend nog meedoen. Colsaerts, Derksen, Lafeber en Luiten zijn dus alle vier door. Willett stond na vier holes op −3, eindigde uiteindelijk op 72 en zakte naar de tweede plaats. Luke Donald staat nu op de eerste plaats.

### Ronde 3
15:00 uur: Robert Karlsson dacht dat hij met +3 de cut niet zou halen en was al naar zijn huis in Monte Carlo gevlogen. Net voordat hij thuis was kreeg hij bericht dat hij het weekend moest spelen, dus hij keerde terug naar Nice. Alle vluchten waren vol; hij vloog naar Orly-Parijs en huurde daar een privé jet, waarmee hij vanochtend om 6 uur vertrok. Hij was ondanks het tijdverschil op tijd terug om nog even naar de drivingrange te kunnen gaan. Een grote verrassing volgde toen hij een ronde van 62 met 9 birdies binnenbracht waarmee hij gelijk met de leiders kwam. Dit toernooirecord is tevens het officiële baanrecord van Wentworth.
De leiders moeten nog starten. Derksen en Luiten zijn binnen met resp. par en −3, Lafeber moet nog vijf holes spelen en staat al op +7, Colsaerts heeft ook zijn dag niet en staat na acht holes al op +5.
18:00 uur: Lafeber heeft er op de laatste hole nog een bogey bijgemaakt. Colsaerts staat nu bijna onderaan de lijst.

Bovenaan de lijst is het spannender. De eerste vier spelers staan erg dicht bij elkaar en de Koreaan Noh is met zijn 66 ook in de top-10 gekomen.
21:00 uur: Chris Wood, de rookie van 2009, is aan de leiding gegaan. Hij maakte een ronde van −4 en heeft nu een totaal van −8. Hij heeft dus twee slagen voorsprong op Robert Karlsson en Danny Willett.

### Ronde 4
18:00 uur: Derksen en Luiten hebben beiden een score van +1 voor het toernooi en delen op dit moment de 20ste plaats. Colsaerts heeft iedere dag een slechtere score gemaakt en onderaan de lijst geëindigd. Lafeber is weer iets naar boven geklommen.

Even leek het vanmiddag of er 7 Engelse spelers in de top-10 zouden staan, maar de situatie is weer veranderd. Luke Donald is weer terug op de 1ste plaats maar moet nog zeven holes spelen. Engelsman Simon Khan, die het toernooi voor de 7de keer speelt, heeft vandaag −5 gemaakt en deelt de leiding. De Zweed Fredrik Andersson Hed heeft vandaag −4 gemaakt en staat voorlopig op de 3de plaats.

21:00 uur: Iedereen is binnen en Simon Khan heeft met één slag voorsprong het toernooi gewonnen. Je kan in dit geval ook zeggen dat Luke Donald, die een uur later dan Simon Khan speelde en dus wist met welke score hij binnen was, het toernooi verloren heeft, want op hole 17 maakte hij een dubbelbogey. Een birdie op de laatste hole was niet genoeg voor een play-off.
| Eindstand | Naam                  | R1 | Score | Nr  | R2 | Score | Totaal | Nr  | R3 | Score | Totaal | Nr  | R4 | Score | Totaal |
| --------- | --------------------- | -- | ----- | --- | -- | ----- | ------ | --- | -- | ----- | ------ | --- | -- | ----- | ------ |
| 1         | Simon Khan            | 72 | +1    | T65 | 69 | −1    | −1     | T20 | 71 | par   | −1     | T13 | 66 | −5    | −6     |
| T2        | Fredrik Andersson Hed | 69 | −2    | T17 | 70 | −1    | −3     | T26 | 74 | +3    | −1     | T13 | 67 | −4    | −5     |
| T2        | Luke Donald           | 68 | −3    | T7  | 68 | −3    | −6     | 1   | 72 | +1    | −5     | 4   | 71 | par   | −5     |
| 4         | Stephen Gallacher     | 69 | −2    | T7  | 72 | +1    | −1     | T20 | 69 | −2    | −3     | T5  | 70 | −1    | −4     |
| 5         | Danny Willett         | 65 | −6    | 1   | 72 | +1    | −5     | T2  | 70 | −1    | −6     | T2  | 74 | +3    | −3     |
| T6        | Chris Wood            | 70 | −1    | T24 | 68 | −3    | −4     | T30 | 67 | −4    | −8     | 1   | 77 | +6    | −2     |
| T6        | James Kingston        | 68 | −3    | T7  | 69 | −2    | −5     | T2  | 74 | +3    | −2     | T5  | 72 | +1    | −1     |
| T11       | Ross Fisher           | 67 | −4    | T3  | 70 | −1    | −5     | T2  | 76 | +5    | par    | T20 | 70 | −1    | −1     |
| T13       | Robert Karlsson       | 75 | +4    | T76 | 70 | −1    | +3     | T63 | 62 | −9    | −6     | T2  | 77 | +6    | par    |
| T17       | Joost Luiten          | 71 | par   | T44 | 74 | +3    | +3     | T63 | 68 | −3    | par    | T21 | 72 | +1    | +1     |
| T17       | Robert-Jan Derksen    | 71 | par   | T46 | 73 | +2    | +2     | T54 | 71 | par   | +2     | T41 | 70 | −1    | +1     |
| 48        | Richard Green         | 66 | −5    | 2   | 75 | +4    | −1     | T20 | 77 | +6    | +5     | T60 | 71 | par   | +5     |
| T61       | Maarten Lafeber       | 72 | +1    | T65 | 70 | −1    | par    | T30 | 79 | +8    | +8     | T71 | 70 | −1    | +7     |
| 78        | Nicolas Colsaerts     | 68 | −3    | T7  | 73 | +2    | −1     | T20 | 81 | +10   | +9     | T75 | 82 | +11   | +20    |

## De spelers
| - Felipe Aguilar - Thomas Aiken - Fredrik Andersson Hed - Seve Benson - Thomas Bjørn - Richard Bland - Grégory Bourdy - Gary Boyd - Markus Brier - Paul Broadhurst - Mark Brown - Andrew Butterfield - Rafael Cabrera Bello - Ariel Cañete - Alejandro Cañizares - Paul Casey, WR8 - Christian Cévaër - Shiv Chowrasia - Darren Clarke - Robert Coles - Nicolas Colsaerts - Andrew Coltart - Rhys Davies - Carlos Del Moral - François Delamontagne - Robert-Jan Derksen - David Dixon - Stephen Dodd - Andrew Dodt - Luke Donald, WR18 - Jamie Donaldson - Nick Dougherty - Bradley Dredge - Scott Drummond - David Drysdale - Simon Dyson - Rafa Echenique - Johan Edfors - Ernie Els, WR7 | - Martin Erlandsson - Niclas Fasth - Gonzalo Fdz Castaño - Kenneth Ferrie - Richard Finch - Ross Fisher, WR35 - Alastair Forsyth - Mark Foster - Marcus Fraser - Ignacio Garrido - Ricardo González - Tano Goya - Richard Green - Anders Hansen - Søren Hansen - Peter Hanson, WR45 - Pádraig Harrington, WR13 - Grégory Havret - Peter Hedblom - Oskar Henningsson - Michael Hoey - David Horsey - David Howell - Jeppe Huldahl - Mikko Ilonen - Raphaël Jacquelin - Thongchai Jaidee, WR47 - Miguel Ángel Jiménez, WR40 - Michael Jonzon - Anthony Kang - Shiv Kapur - Robert Karlsson, WR33 - Martin Kaymer, WR11 - Simon Khan - James Kingston - Søren Kjeldsen - Rick Kulacz - Maarten Lafeber - Barry Lane | - José Manuel Lara - Pablo Larrazábal - Peter Lawrie - Paul Lawrie - Danny Lee - Thomas Levet - Wen-chong Liang - José-Filipe Lima - Wen-tang Lin - Sam Little - Gary Lockerbie - Shane Lowry - Jean-François Lucquin - Joost Luiten - Mikael Lundberg - David Lynn - Prayad Marksaeng - Pablo Martín - Gareth Maybin - Graeme McDowell, WR50 - Richard McEvoy - Paul McGinley - Ross McGowan - Damien McGrane - Rory McIlroy, WR9 - Francesco Molinari - Edoardo Molinari, WR38 - Colin Montgomerie, WR39 - James Morrison - Christian Nilsson - Chapchai Nirat - Seung-yul Noh - Alexander Norén - Peter O'Malley - José María Olazabal - Louis Oosthuizen, WR44 - Gary Orr - Hennie Otto - Ian Poulter, WR6 | - Phillip Price - Julien Quesne - Alvaro Quiros, WR31 - Richie Ramsay - Jyoti Randhawa - Robert Rock - Justin Rose - Brett Rumford - Charl Schwartzel, WR24 - Marcel Siem - Henrik Stenson, WR21 - Graeme Storm - Scott Strange - Daniel Vancsik - Anthony Wall - Paul Waring - Marc Warren - Steve Webster - Lee Westwood, WR3 - Peter Whiteford - Danny Willett - Oliver Wilson, WR48 - Chris Wood - Fabrizio Zanotti Nationale Order of Merit - David Higgins, nr 1 - Sean Whiffin, nr 2 - Craig Shave, nr 3 - Neil Cheetham, nr 4 - Craig Lee, nr 5 - Andrew Raitt, nr 6 - Chris Gill, nr 7 - Michael Watson, nr 8 - Jon Lupton, nr 9 - James Lee, nr 10 Door sponsor uitgenodigd: - Matteo Manassero |

* WR achter de naam toont de plaats op de Official Golf World Ranking. Twintig van de top-50 zijn aanwezig.

Zie ook het schema van de Europese PGA Tour 2010.